# Önarckép földicseresznyével
Az Önarckép földicseresznyével (Selbstbildnis mit Lampionfrüchten) Egon Schiele osztrák expresszionista festő alkotása. A festmény a bécsi Leopold Museum gyűjteményének része.
Shiele az 1900-as évek Bécsében élő valamennyi művésznél intenzívebben kereste saját arca, teste, személyisége ábrázolási lehetőségeit. Neve emiatt egybeforrt a kor egyik központi képzőművészeti témája, a személyiség krízisének vizuális ábrázolásával.
1912-ben festett önarcképe egyik legismertebb alkotása, amely kreativitása csúcsán mutatja a művészt. A kompozíció teljesen kiegyensúlyozott, valamennyi vonal megtalálja folytatását vagy megfelelő ellenpárját. A festő fejét és alakját elvágják a kép horizontális szélei, hajának és öltözetének sötétjét a világos terek és a földicseresznye merész vörös, papírlámpásokra emlékeztető virágai ellensúlyozzák. Miközben Schiele feje jobbra fordul, tekintete egyenesen a szemlélőre irányul.
„A festő egyszerre mutatja magát sérülékenynek és magabiztosnak” - írta a képről a Leopold-múzeum. Schiele a képet az élettársáról, Wally Neuzilról párhuzamosan festett portré ellenpárjának szánta.